# Правило п'яти
Правило п'яти (англ. rule of five) — у комбінаторній хімії — правило, де використовується набір із п'яти параметрів для встановлення кореляційних залежностей біологічних властивостей сполуки від молекулярних властивостей (таких напр., як молекулярна маса, коефіцієнт розподілу вода-октанол, наявність певного числа донорів і акцепторів водневого зв'язку, топологічний дескриптор тощо) Часто використовується для профілювання бібліотеки або віртуальної бібліотеки за пропорцією подібних до ліків членів, які в ній знаходяться. Синонім — правила Ліпінського.
Правило описує молекулярні властивості, важливі для фармакокінетики препарату в організмі людини, включаючи  всмоктування, розподіл, метаболізм та виведення ("ADME"), але правило не передбачає, чи є сполука фармакологічно активною.

## Положення правила
Правило показує 4 основні положення якими має володіти молекула, що досліджується як кандидат ліків:
- молекула не може мати більше ніж 5 донорів водневих зв'язків (O-H та N-H зв'язків)
- молекула не може мати більше ніж 10 акцепторів водневих зв'язків (к-ть атомів  оксигену та нітрогену)
- молекулярна маса має бути менше 500
- коефіцієнт розподілу октанол-вода (log P) не перевищує 5

В процесі оптимізації досліджень на вимоги до параметрів молекули був накладений фільтр Гоше:
- Коефіцієнт розподілу log P в діапазоні від -0,4 до +5,6
- Молярна рефракція від 40 до 130
- Молекулярна маса від 180 до 480
- Загальна кількість атомів від 20 до 70